# 토마스 비켈
토마스 비켈(독일어: Thomas Bickel, 1963년 10월 6일 ~ )은 스위스의 전 축구 선수이다. 현역 시절 포지션은 미드필더로 FC 취리히, 그라스호퍼 취리히 등의 스위스 슈퍼 리그의 클럽에서 활약하였고, 선수 생활 말년에는 일본으로 건너가 J리그의 비셀 고베에서 선수 생활을 하였다. 스위스 국가대표팀의 일원으로도 활약하여 1994년 FIFA 월드컵에 참가하였고, A매치 52경기에 출전하여 5골을 기록했다.

## 통계

### 국가대표팀
| 스위스 | 스위스 | 스위스 |
| 연도   | 출전   | 골     |
| ------ | ------ | ------ |
| 1986   | 5      | 1      |
| 1987   | 6      | 0      |
| 1988   | 5      | 0      |
| 1989   | 1      | 0      |
| 1990   | 4      | 1      |
| 1991   | 7      | 0      |
| 1992   | 5      | 1      |
| 1993   | 3      | 0      |
| 1994   | 11     | 2      |
| 1995   | 5      | 0      |
| 합계   | 52     | 5      |